# تیم ورزشی ملی

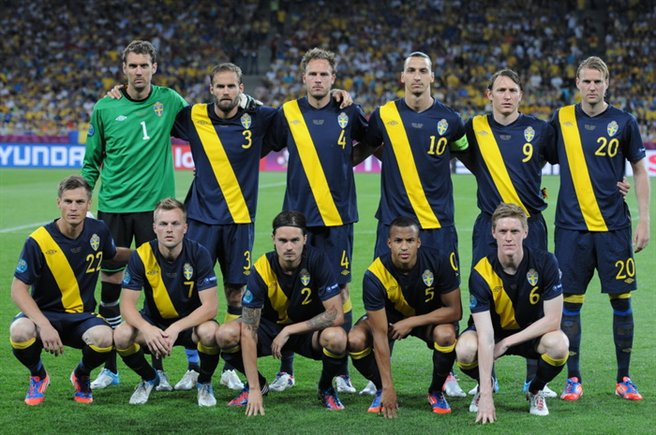
تیم ملی فوتبال سوئد در سال ۲۰۱۲

تیم ورزشی ملی، معمولاً به عنوان تیم ملی، تیمی است که نماینده یک ملت، نه یک باشگاه یا منطقه خاص، در یک ورزش بین‌المللی باشد. این اصطلاح بیشتر برای ورزش‌های تیمی مانند فوتبال، بسکتبال یا والیبال کاربرد دارد. تیم‌های ملی بیشتر در رده و گروه‌های سنی گوناگونی با هم رقابت می‌کنند و معیارهای گزینشی متفاوتی بر پایه قوانین ملی و فدراسیون‌های وابسته دارند. تیم‌های ملی همیشه از بهترین بازیکنان انفرادی در دسترس تشکیل نمی‌شوند.
تیم‌های ملی، مانند سایر تیم‌های ورزشی، بیشتر بر اساس جنسیت، سن یا دیگر معیارها گروه‌بندی می‌شوند. معتبرترین تیم‌های ملی غالباً تیم‌های بزرگسالان مردان و زنان هستند. با این حال، ممکن است آنها محبوب‌ترین یا موفق‌ترین نباشند.

## در ایران
در بحبوحه خیزش ۱۴۰۱ ایران و در جریان جام جهانی فوتبال ۲۰۲۲، معترضان ایرانی با اشاره به مواضع بازیکنان تیم ملی فوتبال ایران و حضور در مراسم بدرقه سید ابراهیم رئیسی، رئیس‌‌جمهور وقت ایران‌، تیم ملی را «تیم ملا» خطاب کردند.